# 維洛瓦塔亞河 (白海)
維洛瓦塔亞河（俄语：Виловатая），是俄羅斯的河流，位於該國西北部摩爾曼斯克州，該河流最終注入白海，河道全長約19公里，流域面積90.7平方公里。